# Средец (община)
Средец (болг. Община Средец) — община в Болгарии. Входит в состав Бургасской области. Население составляет 16 334 человека (на 15 мая 2008 года).
Административный центр — город Средец.
Площадь территории общины — 1146 км².

## Состав общины
В состав общины входят следующие населённые пункты:
1. село Белеврен
2. село Белила
3. село Бистрец
4. село Богданово
5. село Варовник
6. село Вылчаново
7. село Голямо-Буково
8. село Горно-Ябылково
9. село Гранитец
10. село Граничар
11. село Дебелт
12. село Долно-Ябылково
13. село Драка
14. село Драчево
15. село Дюлево
16. село Загорци
17. село Зорница
18. село Кирово
19. село Кубадин
20. село Малина
21. село Момина-Церква
22. село Орлинци
23. село Проход
24. село Пынчево
25. село Радойново
26. село Росеново
27. село Светлина
28. село Синё-Камене
29. село Сливово
30. город Средец
31. село Суходол
32. село Тракийци
33. село Факия